# Jan Kavan
Jan Kavan (London, 1946. október 17. –) cseh politikus, az Egyesült Nemzetek Szervezete Közgyűlése 57. ülésszakának elnöke. Élete jelentős részét emigrációban töltötte, Csehországba csak a kommunizmus bukása után tért vissza. Azóta számos magas politikai pozíciót töltött be. Hazájában megosztó személyiség, számos botrány kísérte pályafutását.

## Ifjúsága
1946. október 17-én született Londonban, ahol édesapja, Pavel Kavan diplomataként tevékenykedett. Anyja, Rosemary Kavan brit tanárnő volt. Szülei miatt kettős csehszlovák-brit állampolgár lett. 1950-ben apját visszarendelték Csehszlovákiába, és a család Prágában telepedett le. Kevéssel hazatérésük után Pavel Kavant a kommunista hatóságok letartóztatták, és árulásért 25 év börtönbüntetésre ítélték egy kirakatperben, amely Rudolf Slánský-összeesküvésként ismert. Négy év múlva szabadult, de egészségét annyira megviselte a börtön, hogy 1960-ban, 46 évesen meghalt. Jan Kavan újságírást tanult a Károly Egyetemen, és a csehszlovákiai egyetemisták reformmozgalmának radikális szárnyához tartozott. A hatvanas évek második felében belépett a kommunista pártba, de alig néhány hónap múlva kizárták.
A Varsói Szerződés csapatainak 1968-as inváziója után Jan Kavan részt vett a prágai tavasz támogatóinak passzív ellenállásában és más politikai tiltakozásokban, emiatt a kommunista párt a jobboldalinak bélyegzett mozgalmak képviselőinek listájára tette. 1969 tavaszán rákényszerítették, hogy az Egyesült Királyságba emigráljon. Édesanyjáról csak a rendszerváltoztatás után derült ki, hogy 1959 és 1967 között a csehszlovák államvédelem ügynöke volt.

## Emigrációban
1969-től húsz éven át Nagy-Britanniában élt, ahol belépett a Munkáspárt. A London School of Economics and Political Science-en nemzetközi kapcsolatokat tanult, majd a readingi egyetemen politológiát hallgatott.
Száműzetése idején segítette a cseh ellenzéki mozgalmakat, köztük a Charta ’77-et. Emiatt 1979-ben megfosztották csehszlovák állampolgárságától és a köztársaság érdekeinek megsértése címén bírósági eljárást indítottak ellene. Megalapította a Jan Palach mártírról elnevezett sajtóügynökséget, a Palach Press Agencyt, amely a csehszlovák ellenzékről közölt híreket és a száműzetésben élő cseh írók műveit terjesztette, újságokat, könyveket, másológépeket csempészett az országba.
Az 1980-as évek elején a Palach Press egyik titkos szállítmányát elfogta a csehszlovák nemzetbiztonsági szolgálat. A könyvek, dokumentumok mellett egy névjegyzéket is találtak, amelyen azok a csehszlovák állampolgárok szerepeltek, akik a küldemény címzettjei voltak. A titkosrendőrség 15 embert felforgatással vádolt meg, közülük tízet bebörtönöztek. A korai '80-as években megalapította a Jan Palach Information and Research Trustot és egy alapítványt, az East European Cultural Foundationt. Ezek fő tevékenysége az ellenzéki szerzők műveinek kiadása és terjesztése volt.
1976-ban Belgiumban letartóztatták, mert kábítószert találtak nála. Kavan azzal védekezett, hogy barátnője bőröndjében volt a marihuána, amelyről ő semmit nem tudott.

## Csehországban
1989 novemberében Jan Kavan visszatért Prágába, ahol csatlakozott a Polgári Fórumhoz, a Bársonyos forradalom vezető erejéhez. Tagja lett a szervezet egyeztető bizottságának. 1990 júniusában a 44 év után megtartott első szabad választáson parlamenti mandátumhoz jutott, és tagja lett külügyi bizottságnak. 1993-ban belépett a Cseh Szociáldemokrata Pártba, amelynek külügyi bizottságát irányította négy éven át. Jan Kavan képviselte pártját a Szocialista Internacionáléban, amelynek elnökhelyettesévé választották 1997-ben. 1996 és 2000 között felsőházi szenátor volt.
1998-ban Milos Zeman külügyminiszternek nevezte ki. Eredetileg a miniszterelnök-helyettesi posztot is neki szánta, de Kavan ittasan kisebb balesetet okozott parkolás közben, majd nem volt hajlandó megfújni a szondát, és az ebből kibontakozó botrány miatt Zeman „hátrébb léptette”. 1999-ben mégis kormányfőhelyettes lett, a posztot 2002-ig töltötte be.
Magas tisztséget töltött be nemzetközi civil szervezetekben. Hat éven át elnöke, három éven át alelnöke volt a Helsinki Bizottság csehországi szervezetének. Három évig a Helsinki Bizottság nemzetközi végrehajtó tanácsának tagja volt. 1993-ban a demokráciát elősegítő politikai központot alapított. 2002-ben őt választották az Egyesült Nemzetek Közgyűlése 57. ülésszaka elnökének.

## Ügynökvád
Jan Kavant az 1990-es évek elején azzal vádolták meg Csehországban, hogy 1969-1970-ben Londonban együttműködött a pártállami titkosrendőrséggel. Egy 1992-ben nyilvánosságra hozott külügyminisztériumi dokumentum szerint Kavant Kato fedőnéven mint „bizalmas titkos együttműködőt” tartotta nyilván a titkosszolgálat. A cseh televízióban egy korabeli filmfelvételt is bemutattak, amelyen Kavan két ügynökkel koccint. Jan Kavan visszautasította a vádakat, és közölte: nem tudta, hogy vacsorapartnerei a kommunista rezsim titkosügynökei voltak. Kavan pert indított az ügyben. A bíróság úgy döntött, hogy Kavan nem volt tudatos együttműködője a titkosrendőrségnek.

## Publikációk, tanítás
Több mint száz cikket publikált napilapokban és egyéb periodikákban az Amerikai Egyesült Államokban, Nagy-Britanniában és Európa más országaiban. A cseh ellenzéki mozgalmakról két könyvet szerkesztett, és közreműködött másik négyben. Ezek mind az Egyesült Államokban és Nagy-Britanniában jelentek meg.
Jan Kavan számos felsőoktatási intézetben tartott előadást, többek között a New York-i Adelphi-egyetemen 1993 és 1994 között, valamint a massachusettes-i Amherst-főiskolán. Vendég volt a Columbia és a Stanford Egyetemen, a Wellesley College-ban és a Harvardon. Nagyjából 15 éven át tanított a londoni felnőttképző intézetben. Tiszteletbeli tagja a London School of Economics and Political Science-nek.